# Johann Christoph Denner
Johann Christoph Denner (Leipzig, 13 augustus 1655 - Neurenberg, 20 april 1707) was een Duits instrumentenbouwer uit de Barokperiode.
Hij vervaardigde voornamelijk houten blaasinstrumenten waaraan hij verschillende verbeteringen aanbracht, met name aan de chalumeau, die dankzij hem rond het midden van de 18e eeuw als klarinet een volwaardig orkestinstrument werd.  Daarom geldt hij als de "uitvinder" van de klarinet.
Zijn zoon Jacob Denner (1681 - 1735) was ook een begenadigd instrumentenbouwer, onder andere van blokfluiten.